# Stadion Olimpijski w Phnom Penh

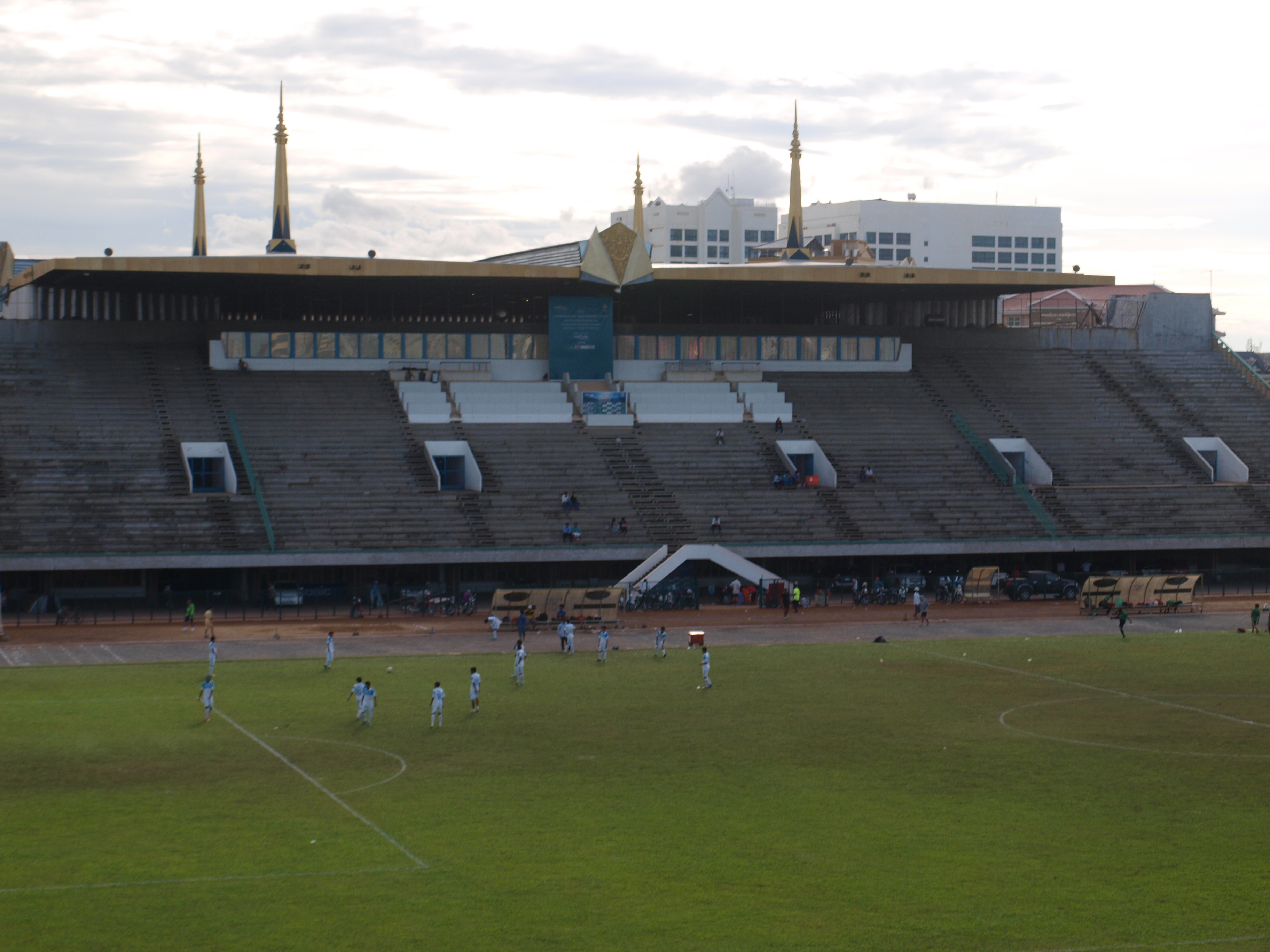
Stadion Olimpijski w Phnom Penh (2014)

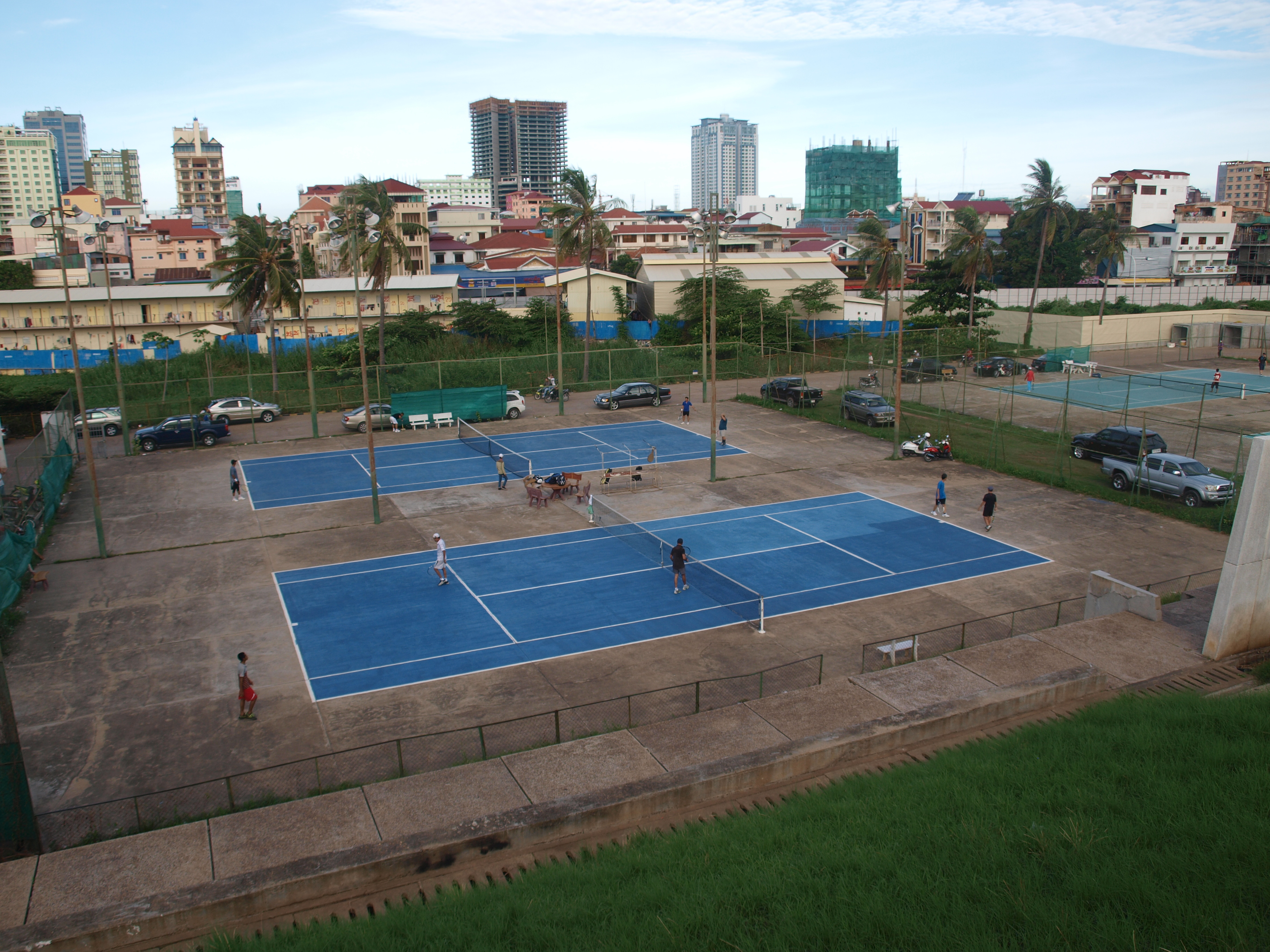
Korty tenisowe wchodzące w skład kompleksu sportowego

Stadion olimpijski (khm. ពហុកីឡាដ្ឋានជាតិអូឡាំពិក) – wielofunkcyjny stadion w Phnom Penh, stolicy Kambodży, wybudowany w latach 1963–1964. Na jego trybunach znajduje się 60 000 miejsc siedzących. Pomimo nazwy na stadionie nigdy nie odbyły się Igrzyska olimpijskie. Na stadionie swoje mecze rozgrywa Reprezentacja Kambodży w piłce nożnej mężczyzn

## Historia
Projekt stadionu autorstwa Vanna Molyvanna powstał w 1962 roku, budowa miała miejsce w latach 1963-64. Stadion wybudowano w celu goszczenia Igrzysk Azji Południowo-Wschodniej w 1963 roku, jednak nie doszły one do skutku. Stadion jest częścią kompleksu sportowego, w skład którego wchodzi jeszcze m.in. basen olimpijski i hala sportowa. Obiekt gościł drugie azjatyckie igrzyska GANEFO w 1966 roku. Podczas rządów Czerwonych Khmerów stadion posłużył jako miejsce egzekucji na urzędnikach i wojskowych wysokiego szczebla służących Republice Khmerów. Potem popadł w ruinę i został odnowiony w 2000 roku. 
Hala sportowa należąca do kompleksu była także areną Mistrzostw Świata w siatkówce osób niepełnosprawnych w latach 2007, 2009 i 2011. Swoje mecze rozgrywają na nim reprezentacja Kambodży w piłce nożnej oraz drużyny piłkarskie Asia Europe University, Boeung Ket, Build Bright United, Kirivong Sok Sen Chey, Nagaworld FC, National Defense Ministry, Police Commissary, Preah Khan Reach i Senate Secretariat.
Do czasu otwarcia w 2021 roku Morodok Techo National Stadium był to największy stadion w kraju.